# Stenopogon tristis
Stenopogon tristis là một loài ruồi trong họ Asilidae. Stenopogon tristis được Meigen miêu tả năm 1820. Loài này phân bố ở vùng Cổ Bắc giới.